# Chris Jagger
Chris Jagger (Dartford, 19 december 1947) is een Engels musicus, acteur en journalist.

## Biografie
Chris is een jongere broer van Mick Jagger van The Rolling Stones. Hij studeerde toneel aan de Universiteit van Manchester en ging na zijn studie bij het Hampstead Theatre CluBorn aan het werk als assistent-toneelleider. Daarna ontwierp hij nog een tijd kleding, waaronder een jack dat Jimi Hendrix op de cover van een album gebruikte. Hierna vertrok hij op hippiereis naar India en Nepal.
Met The Flying Burrito Brothers begon hij aan een countryalbum en met Steve Cropper aan een ander album; in beide gevallen werden de opnames halverwege afgebroken. Daarna nam hij acteerrollen in het theater op zich onder het mentorschap van Stella Adler. Door de jaren heen acteerde hij in enkele films.
Tot 1984 had hij een gitaarbedrijf met de naam Staccato. Hij nam enkele solo-albums en singles op. Voor zijn albums schreef hij zijn nummers zelf of samen met anderen. Daarnaast leverde hij af en toe schrijfbijdragen aan liedjes op de albums Dirty work (1986) en Steel Wheels (1989) van The Rolling Stones.
Vanaf 1984 legde hij zich toe op het schrijverschap als muziekjournalist. Later pakte hij ook andere thema's op. Aan het eind van de jaren tachtig ging hij de muzikale samenwerking aan met de Fransman Franck Langolff, die naam maakte met liedjes voor de zangeres Vanessa Paradis. Het succes bleef echter uit.
Mick Jagger leverde enkele malen een achtergrondstem op albums van Chris. Stones-gitarist Mick Taylor treedt af en toe op zijn optredens op als special guest. Om zijn bekendere broer te vervangen gaf Chris optredens bij The Rolling Stones Museum in Slovenië en het Stones Fan Museum in Duitsland.

## Musicus
Albums
- 1973: Chris Jagger
- 1974: The adventures of Valentine Vox the ventriloquist
- 1995: Rock the Zydeco
- 2000: Channel fever
- 2009: The ridge
- 2017: All the best

Singles
- 1973: Something new
- 1973 en 1974: Handful of dust
- 2008: Junkman
- 2017: Avalon girls

## Acteur
Films
- 1972: Lucifer rising
- 1978: The stud
- 1979: Home before midnight
- 1979: The bitch
- 1985: Lifeforce (L'étoile du mal)
- 2000: Attraction
- 2009: I got the blues in Austin, co-producer

Televisie
- 1979: BBC2 playhouse, 1 episode
- 1980: Shoestring, 1 episode

- Biblioteca Nacional de España: XX4869270
- Gemeinsame Normdatei: 134877551
- International Standard Name Identifier: 0000 0001 1605 4351
- Library of Congress Control Number: no98074851
- MusicBrainz: 8a44ef58-d3ab-4592-9122-a94379456782
- Virtual International Authority File: 21761864
- WorldCat: E39PBJmDmXQydqrvbj73w7Vpyd